# Lotta & der dicke Brocken
Lotta & der dicke Brocken ist ein deutscher Fernsehfilm von Edzard Onneken aus dem Jahr 2016. Es handelt sich um die fünfte Episode der ZDF-Filmreihe Lotta mit Josefine Preuß in der Titelrolle. Die Fernsehreihe basiert auf dem Buch Die letzten Dinge von Annegret Held.

## Handlung
Lotta kehrt zurück nach Schwielow und arbeitet dort zunächst als Ärztin am Krankenhaus. Aufgrund ihres schwierigen Verhältnisses mit dem Chef kündigt sie. Nach einem Zusammenbruch ihres Vaters und einer Pfändungsankündigung übernimmt sie kurzerhand dessen Spedition. Auf der Bank lernt sie die strenge Millionärin Frau Platow kennen, die ihr einen Auftrag gibt. Als Lotta jedoch einen Rauswurf eines Mitarbeiters organisieren soll, lässt sie den Auftrag platzen. Trotzdem zeigt sich Frau Platow angetan und überlässt ihr den Scheck. Als weitere Rettungsmission des Unternehmens übernimmt Lotta den Umzug von Krankenhaus-Mobiliar. Da die Mitarbeiter jedoch nicht ohne Geld arbeiten wollen, muss dies Lotta mit ihrer Freundin Maike letztendlich alleine fertigstellen. Frau Platow schlägt ihr einen anspruchsvollen Kunsttransport vor. Lotta fährt nach Berlin mit dem altgedienten Mitarbeiter Erik, der sich nicht von seiner Arbeit trennen kann. Zusammen mit einigen auf der Straße aufgegabelten Freiwilligen wird das Kunstwerk eingeladen. Da Lottas Vater jedoch in der Intensivstation eingeliefert wird, kehrt sie schnell zur Klinik zurück. Hier stellt sich jedoch schnell die Genesung des Vaters ein. Nachdem der Lastwagen mit dem Gemälde kurzerhand verloren geglaubt wurde, liefert Lotte das Kunstwerk pünktlich im Anwesen von Frau Platow ab und somit scheint die Firma vorerst gerettet.

## Hintergrund
Lotta & der dicke Brocken wurde vom 6. Mai 2015 bis zum 8. Juni 2015 an Schauplätzen in Werder (Havel) und Berlin gedreht. Produziert wurde der Film von der Novafilm Fernsehproduktion.

## Kritik
Für die Kritiker der Fernsehzeitschrift TV Spielfilm war Lotta & der dicke Brocken eine „lockere Komödie mit ernstem Ton und mit Verve erzählt“. Der Film finde die „Balance zwischen Witz und Ernsthaftigkeit, ohne ins Banale abzudriften.“ Auch in diesem Teil wurde Josefine Preuß gelobt – „hinreißend!“. Sie bewerteten den Film mit dem Daumen nach oben.